# Freiraum (Landschaftsplanung)
Freiraum ist ein in den Gebiets- und Bauplanungen (Landschaftsplanung, Landschaftsarchitektur, Städtebau, Stadtplanung, Architektur) verwendeter Begriff. Er beschreibt alle nicht durch Gebäude bebauten Flächen und umfasst sowohl Gärten, Straßen, Plätze, Parkanlagen und Friedhöfe als auch Gewässer, Wälder und Felder. In diesem allgemeinen Sinn wird der Begriff vielfach noch in der Landespflege und im Naturschutz gebraucht.

## Entwicklung, Definition und Rolle
In den 1970er Jahren wurde mit der professionellen Neuorientierung der Landespflege bzw. Landschaftsplanung, die vor allem an den entsprechenden Fachbereichen der Universitäten in Hannover (sozialwissenschaftliche Freiraumplanung) und Kassel (gebrauchsorientierte Freiraumplanung) vorangetrieben wurde, die Grünplanung in Freiraumplanung umbenannt. Damit erlangte der Begriff „Freiraum“ eine zentrale Bedeutung im Selbstverständnis der Landschaftsplanung. Freiraum gilt seither als nutzbarer Ort, der von Menschen selbstbestimmt angeeignet werden kann. Ein Freiraum ist ein Ort, der für vielfältige Handlungen offensteht und für andere Handlungsoptionen als die aktuell praktizierten generell Platz lässt. Als Gegenbegriff zum Freiraum gilt die Abstandsfläche (Grünfläche), die in unterschiedlichen Varianten auftritt (zum Beispiel Abstandsgrün) und auf der Nutzungen ausgegrenzt oder stark reglementiert werden.

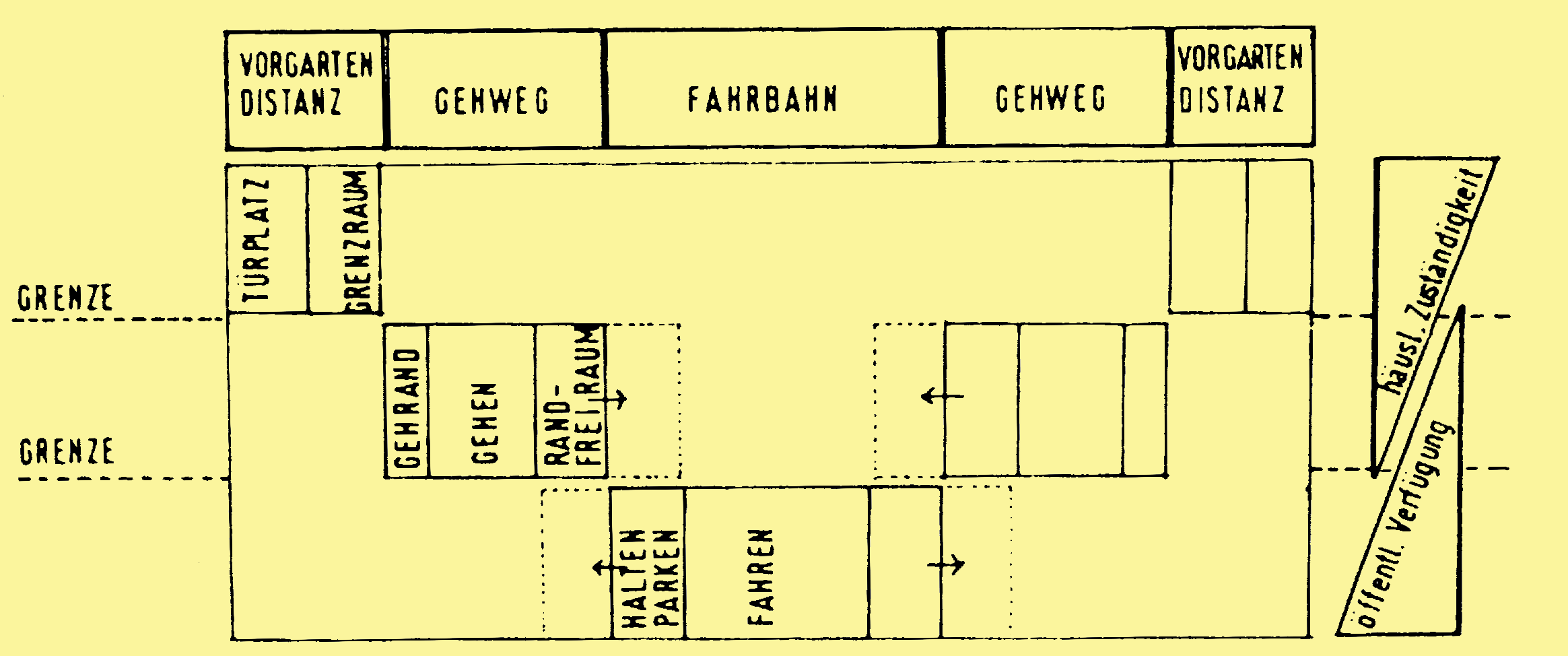
Öffentliche (kommune) und private Zuständigkeiten im Straßenfreiraum

Gewöhnlich wird zwischen öffentlichen und privaten Freiräumen unterschieden, eine Unterteilung, die um die Kategorie der kommunen Freiräume ergänzt wird (vgl. Allmende, Genossenschaft, Kommune (Mittelalter)). Der öffentliche Freiraum ist für jedermann uneingeschränkt zugänglich und umfasst in der Regel Straßen, Plätze, Parkanlagen, Friedhöfe, und Wälder. Diese Freiräume stehen zumeist unter öffentlicher Verwaltung. Der kommune Freiraum ist ebenfalls für jedermann zugänglich, insofern also auch öffentlich, wird aber durch konkrete Nutzergruppen und Anlieger geprägt und beaufsichtigt. Er fällt also nicht allein oder primär in die administrative Zuständigkeit. Ein typisches Beispiel ist die Dorf- oder städtische Straße als Freiraum, die grundsätzlich für alle nutzbar ist, deren Nutzbarkeit aber von den Anwohnern und den Menschen, die dort gewöhnlich unterwegs sind mitbestimmt wird. Wesentliches Element des kommunen Freiraumes ist die soziale Kontrolle. Der private Freiraum fällt in den Besitz von bestimmten Gruppen (zum Beispiel Familien, Haus- und Grundstücksbesitzern), die ihn nutzen und über ihn bestimmen können. Private Freiräume wie Gärten oder Höfe sind grundsätzlich parzelliert und gewöhnlich umfriedet.

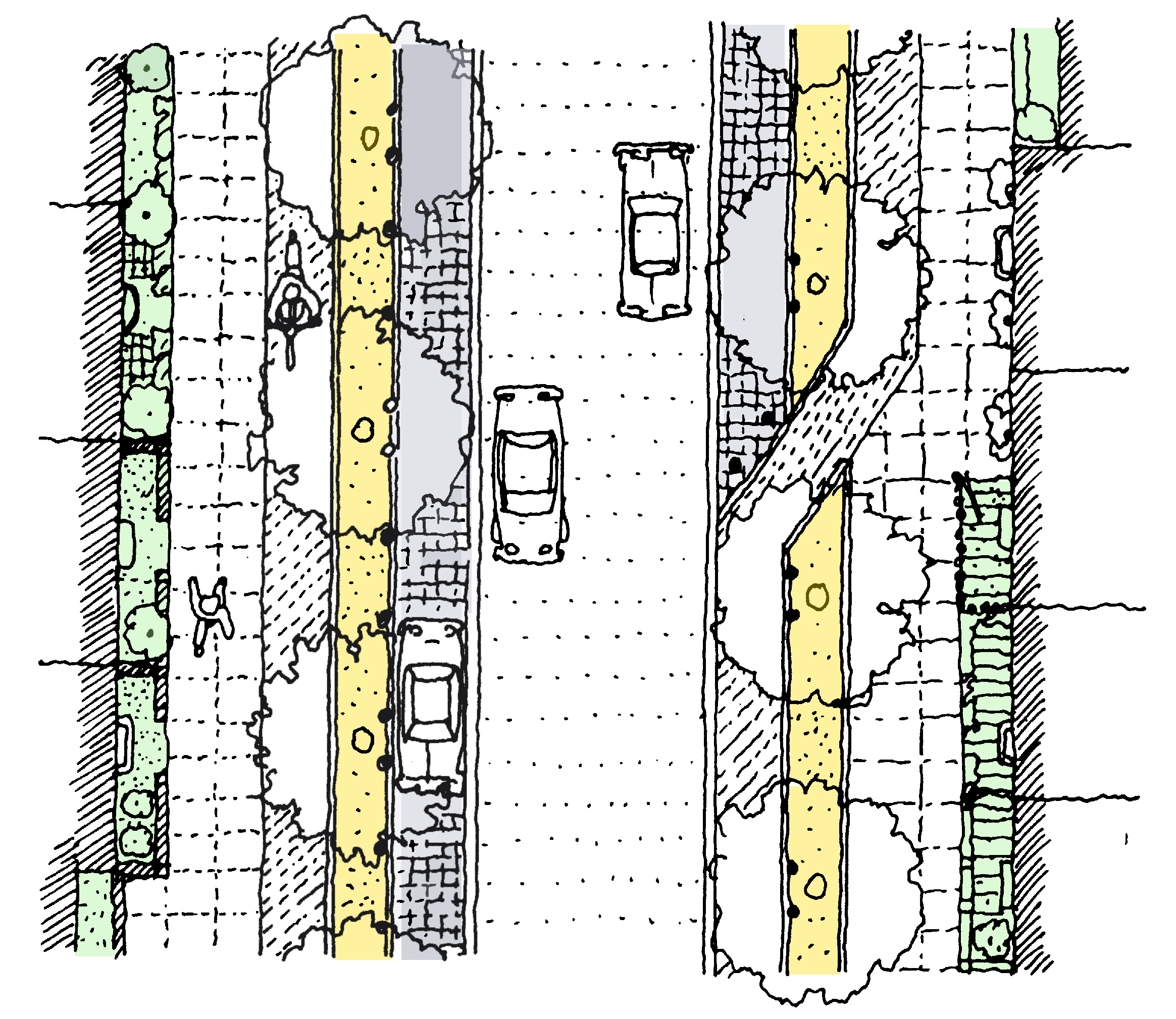
Idealtypische Zonierung eines Straßenfreiraumes

Freiräume stehen häufig in einem funktionalen Bezug zu Gebäuden und umfassen deren Zugänge, Höfe, Gärten und Stellplätze. Diese Zuordnungen und funktionalen Bezüge werden in Freiraumtypologien dargestellt zum Beispiel Formen von Haus und Hof; Zuordnungen von Haus, Vorgarten und Straße; Zonierungen von Gehweg, Bordstein, Parkstreifen und Fahrweg. Die Freiraumfunktionen weisen eine bauliche und eine soziale Seite auf. Beispielsweise legt sich über das Material, aus dem eine Straße gebaut wird, und ihre Zonierung ein Geflecht sozialer Beziehungen, das die Nutzer in Gesprächen und Handlungen herstellen. Insofern sind Freiräume von der Verfügbarkeit, Nutzbarkeit und Interpretierbarkeit abhängig. Entsprechend ihrer Funktionsbindung werden dysfunktionale Freiräume von funktionalen Freiräumen unterschieden, wobei die Funktionsbindung von vielfältig nutzbaren bis zu funktional festgeschriebenen Einrichtungen (Funktionalisierung) reicht. Stark funktionalisierte Einrichtungen werden nicht mehr als Freiraum bezeichnet, weil sie nicht frei nutzbar bzw. interpretierbar sind.
Der jeweilige Gebrauch, der von Freiräumen gemacht wird, ist – neben der baulichen Organisation und Benachbarung des Freiraumes – davon abhängig, was sich die Nutzer vorstellen können, an einem Ort zu machen. Er erscheint ihnen dann nutzbar. Diese Nutzbarkeit eines Freiraums unterliegt der Interpretation der Nutzer, die ihn im Gebrauch verändern und prägen. Dabei erhält der Freiraum eine Patina des Gebrauchs, die sichtbar ist und als Nutzungsspur (Indiz) einen Teil der (aktuell und historisch) realisierten und sozial akzeptierten Handlungen an einem Ort wiedergibt. Freiräume werden von den Nutzern alltagsweltlich interpretiert. Dabei ist ein Freiraum grundsätzlich lesbar, ohne die Lesart vorzuschreiben. Diese Bedeutung von Freiräumen berührt sich mit der metaphorischen Bedeutung des Freiraumbegriffs. Im übertragenen Sinne wird von „Freiräumen des Handelns und Denkens“ gesprochen, Freiraum bedeutet hier die Möglichkeit, etwas zu können und zu dürfen.